# Bürüs, Baranya
Bürüs este un sat în districtul Szigetvár, județul Baranya, Ungaria, având o populație de 81 de locuitori (2011). 

## Demografie
Componența etnică a satului Bürüs
     Maghiari (81,11%)
     Romi (18,89%)
Componența confesională a satului Bürüs
     Romano-catolici (61,73%)
     Reformați (17,28%)
     Fără religie (7,41%)
     Necunoscută (13,58%)
     Alte religii (3,7%)
Conform recensământului din 2011, satul Bürüs avea 81 de locuitori. Din punct de vedere etnic, majoritatea locuitorilor (81,11%) erau maghiari, cu o minoritate de romi (18,89%).  Din punct de vedere confesional, majoritatea locuitorilor (61,73%) erau romano-catolici, existând și minorități de reformați (17,28%) și persoane fără religie (7,41%). Pentru 13,58% din locuitori nu este cunoscută apartenența confesională.